# Петровська сільськогосподарська академія
Петровська сільськогосподарська академія (рос. Петровская сельскохозяйственная академия) — вищий аграрний навчальний заклад у Російській імперії. 
Заснована в період політичних реформ академія сприяла процвітанню сільського господарства: Климент Тимірязєв проводив досліди з фізіології рослин, Гаврило Густавсон удосконалював хімічний аналіз сільськогосподарських речовин, Олексій Людоговскій написав перший в Росії курс сільськогосподарської економії, Іван Стебут заклав основи російського землеробства, Митрофан Турський створив науку про ліс, Ріхард Шредер вивів універсальні сорти плодових дерев, Олексій Фортунатов написав знамениті «Урожаї жита в Європейській Росії».

## Історія

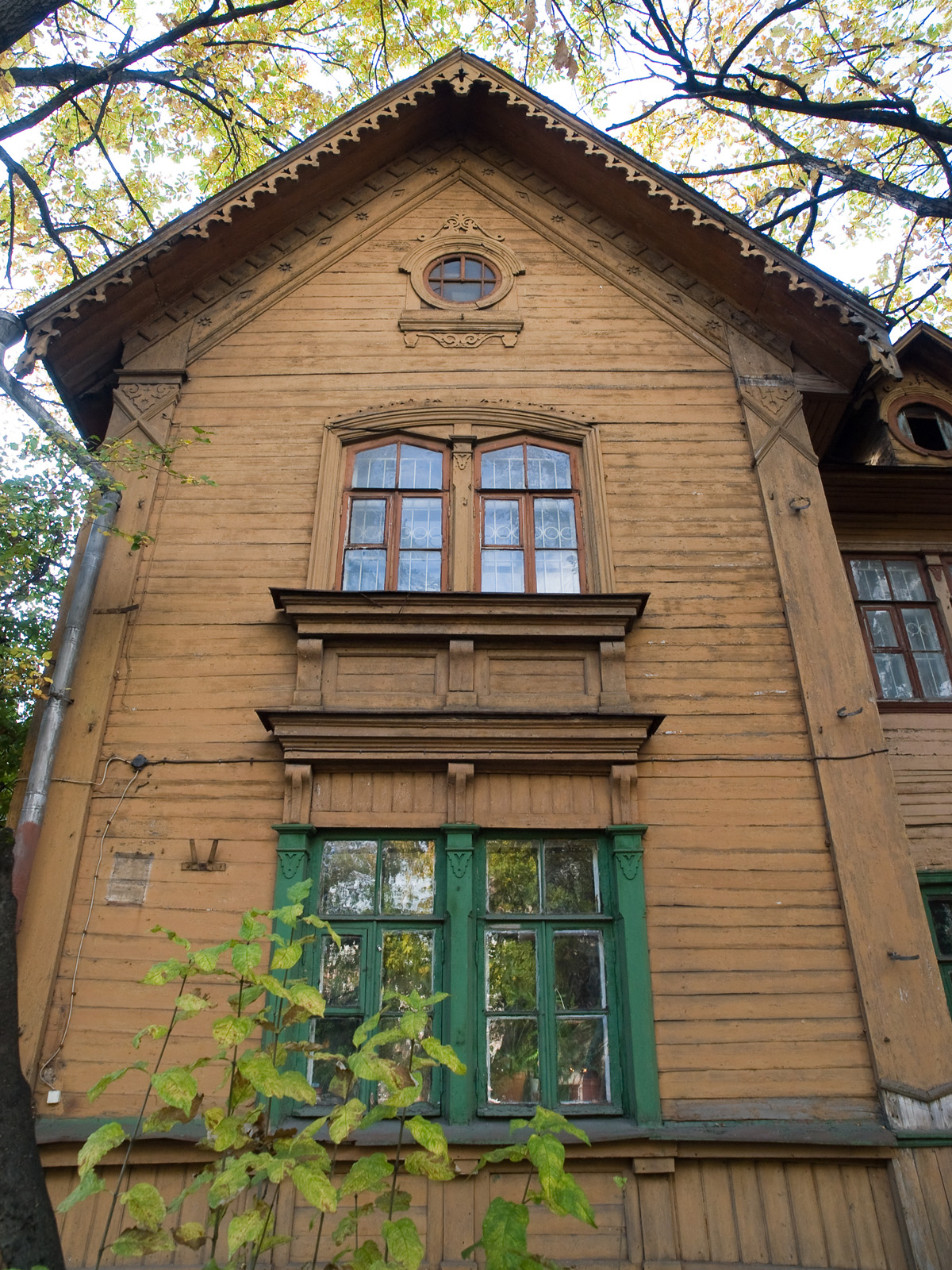
«Лісова дача»

У 1857 році Товариство сільського господарства визнало необхідним заснувати в Москві землеробський інститут. Товариство орендувало в Петровсько-Розумовському територію та будівлі садиби, яка в грудні 1861 року за височайшим повелінням була викуплена в скарбницю за 250 тисяч рублів спеціально «з метою установи агрономічного інституту, ферми та інших сільськогосподарських закладів». Вважається, що для покриття витрат на будівництво та обладнання академії були організований продаж і довгострокова оренда земельних ділянок під дачі та городи, а створене у південній частині академічних володінь дачне селище пізніше отримало назву Петровсько-Розумовського (у народі його називали «Солом'яний сторожка»).
У 1862 році для влаштування Лісовий дослідної дачі, яка повинна була служити полігоном для навчання студентів і проведення дослідних робіт, був запрошений вчений-лісівник Альфонс Варгас де Бедемар, а для перебудови садиби з Петербурга був запрошений архітектор Микола Бенуа, який побудував на місці старого садибного палацу головну навчальну будівлю з годинниковою вежею і з унікальними опуклими склами.
27 жовтня 1865 було прийнято статут академії, у розробці якого брали участь майбутній перший директор академії доктор ботаніки Микола Желєзнов і професор хімії Павло Ільєнко. Згідно з параграфом № 1 статуту, Петровська землеробська і лісова академія мала на меті — поширення відомостей по сільському господарству і лісівництва. За Статутом академія — всесословная і відкрита вищим навчальним закладом з можливостями вільного надходження в студенти (без освітнього цензу), вибору предметів вивчення, без вступних і перевідних іспитів. З прав академія була поставлена вище вже існуючого Гори-Горецького землеробського інституту, тому що їй було надано право удостоювати не тільки ступеня кандидата, але і магістра сільського господарства. Управління академії було влаштовано під веденням департаменту землеробства і сільської промисловості, управління довірене директору, раді та господарському комітету. Курс навчання був орієнтований на практичну роботу в земських установах, управління маєтками. У навчальному процесі поєднувалися академічні заняття, досвідчена і селекційна робота і практика ведення сільського господарства. У перші роки академія мала всього два відділення — сільськогосподарське і лісове, на яких навчалися близько 400 слухачів. Володимир Короленко, деякий час навчався в академії, писав: «Всі надії, які надихали інтелігенцію того часу відбилися на статуті академії, знайшли в ньому своє відображення».
Днем заснування академії вважається 3 грудня 1865, коли було оголошено розпорядження уряду про її відкриття. 25 січня 1866 відбулося відкриття лекцій; у великій залі будівлі аудиторій (нині адміністративний будинок) директор академії Желєзнов виголосив промову, звернену до перших слухачам. Серед перших професорів — Павло Ільєнко, Іван Стебут, Климент Тімірязєв, Віктор Делла-Вос, Митрофан Щепкін.
У 1870 році директором став Ф. М. Корольов, в 1876 — Ф. К. Арнольд.